# Wszystkożerność

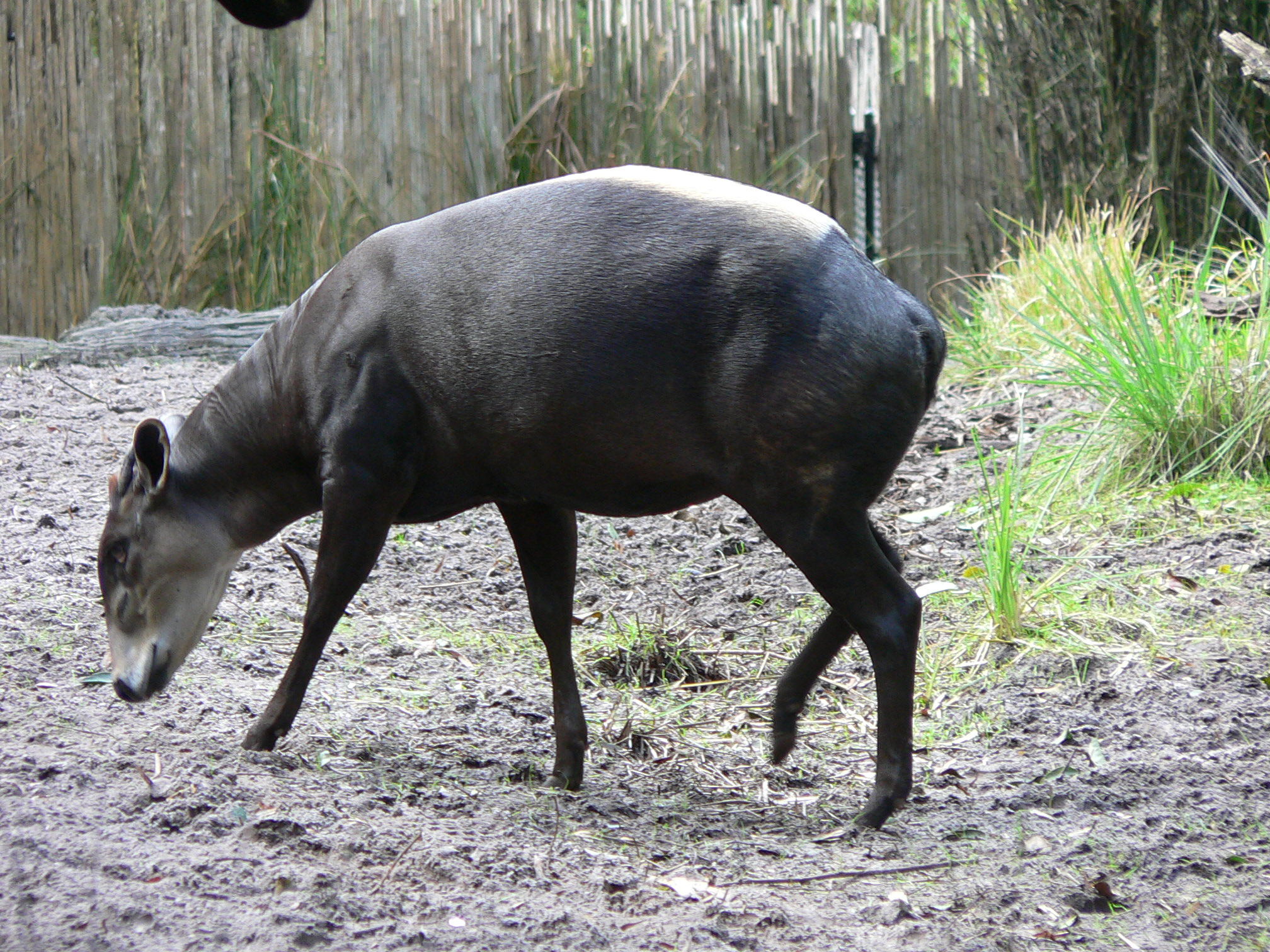
Wszystkożerne dujkery są wyjątkiem wśród roślinożernych antylop

Wszystkożerność – sposób odżywiania się (pobierania pokarmu) polegający na braku specjalizacji pokarmowej i – w konsekwencji – odżywianiu się różnorodnym pokarmem, zarówno mięsnym, jak i roślinnym – żywym lub martwym.
Zwierzęta wszystkożerne – nazywane też pantofagami (łac. pantophaga), omniwora (omnivora) lub wszystkożercami – stanowią w ekosystemie drugi i trzeci (lub dalszy) poziom konsumentów.
Zwierzęta wszystkożerne spotykane są wśród gatunków małych i dużych, w różnych biocenozach, wśród ssaków (niedźwiedzie, naczelne, świniowate, wiele gatunków gryzoni), ptaków (kaczki, kruki), ryb (sumy, węgorze), nieliczne owady – praktycznie w niemal wszystkich typach zwierząt.
Przeciwieństwem pantofagów są zwierzęta ze specjalizacją pokarmową – stenofagi.